# Discografia di Mondo Marcio
La discografia di Mondo Marcio, cantautore alternative hip hop italiano, è costituita da dieci album in studio, otto mixtape, quattro EP, trenta singoli e oltre quaranta videoclip, pubblicati tra il 2004 e il 2025.

## Album

### Album in studio
| Anno                                                                                               | Titolo | Classifiche |
| Anno                                                                                               | Titolo | ITA         |
| -------------------------------------------------------------------------------------------------- | --- | ----------- |
| 2004                                                                                               | Mondo Marcio - Pubblicato: maggio 2004 - Etichetta: Vibrarecords - Formati: CD, download digitale                           | —           |
| 2006                                                                                               | Solo un uomo - Pubblicato: 27 gennaio 2006 - Etichetta: Virgin, EMI - Formati: CD, download digitale                        | 10          |
| 2007                                                                                               | Generazione X - Pubblicato: 22 giugno 2007 - Etichetta: Virgin, EMI - Formati: CD, download digitale                        | 19          |
| 2010                                                                                               | Animale in gabbia - Pubblicato: 29 gennaio 2010 - Etichetta: Mondo Records, Edel - Formati: CD, download digitale           | 36          |
| 2012                                                                                               | Cose dell'altro mondo - Pubblicato: 2 ottobre 2012 - Etichetta: Mondo Records, Edel - Formati: CD, download digitale        | 2           |
| 2014                                                                                               | Nella bocca della tigre - Pubblicato: 15 aprile 2014 - Etichetta: Universal, Mondo Records - Formati: CD, download digitale | 4           |
| 2016                                                                                               | La freschezza del Marcio - Pubblicato: 11 marzo 2016 - Etichetta: Universal, Mondo Records - Formati: CD, download digitale | 4           |
| 2019                                                                                               | Uomo! - Pubblicato: 8 marzo 2019 - Etichetta: Universal, Mondo Records - Formati: CD, download digitale                     | 5           |
| 2022                                                                                               | Magico - Pubblicato: 7 ottobre 2022 - Etichetta: Mondo Records, The Orchard - Formati: CD, download digitale                | 30          |
| 2025                                                                                               | CREDO - Pubblicato: 25 aprile 2025 - Etichetta: Columbia, Mondo Records - Formati: CD, download digitale                    |             |
| | |             |
| "—" indica una pubblicazione che non si è classificata o che non è stata pubblicata in quel Paese. | |             |

### Mixtape
| Anno                                                                                               | Titolo | Classifiche              |
| Anno                                                                                               | Titolo | ITA                      |
| -------------------------------------------------------------------------------------------------- | --- | ------------------------ |
| 2004                                                                                               | Fuori di qua - Pubblicato: novembre 2004 - Etichetta: Vibrarecords - Formati: CD                                  | Pubblicato gratuitamente |
| 2008                                                                                               | In cosa credi - Pubblicato: 11 luglio 2008 - Etichetta: Mondo Records - Formati: CD, download digitale            | 50                       |
| 2011                                                                                               | Il fumo uccide - Pubblicato: 17 gennaio 2011 - Etichetta: Mondo Records - Formati: Download digitale              | Pubblicato gratuitamente |
| 2011                                                                                               | Musica da serial killer - Pubblicato: 25 gennaio 2011 - Etichetta: Mondo Records - Formati: CD, download digitale | 34                       |
| 2011                                                                                               | Puoi fare di meglio - Pubblicato: 27 dicembre 2011 - Etichetta: Mondo Records - Formati: Download digitale        | Pubblicato gratuitamente |
| 2012                                                                                               | Quattro conigli neri - Pubblicato: 31 agosto 2012 - Etichetta: Mondo Records - Formati: Download digitale         | Pubblicato gratuitamente |
| 2014                                                                                               | Mondoteismo - Pubblicato: 5 marzo 2014 - Etichetta: Mondo Records - Formati: Download digitale                    | Pubblicato gratuitamente |
| 2016                                                                                               | Rap God Mixtape - Pubblicato: 1º luglio 2016 - Etichetta: Mondo Records - Formati: Download digitale              | Pubblicato gratuitamente |
| "—" indica una pubblicazione che non si è classificata o che non è stata pubblicata in quel Paese. | |                          |

## Extended play
| Anno | Titolo |
| ---- | --- |
| 2009 | Animale in gabbia sta arrivando - Pubblicato: 24 ottobre 2009 - Etichetta: Mondo - Formati: CD                           |
| 2010 | Maschera a gas - Pubblicato: 25 novembre 2010 - Etichetta: Autoprodotto - Formati: CD                                    |
| 2013 | Vieni a prenderci (con Bassi Maestro) - Pubblicato: 12 novembre 2013 - Etichetta: Mondo - Formati: CD, download digitale |
| 2021 | My Beautiful Bloody Break Up - Pubblicato: 15 febbraio 2021 - Etichetta: Mondo - Formati: download digitale              |

## Singoli
| Anno | Titolo                                    | Classifiche | Album di provenienza         |
| Anno | Titolo                                    | ITA         | Album di provenienza         |
| ---- | ----------------------------------------- | ----------- | ---------------------------- |
| 2006 | Dentro alla scatola                       | 2           | Solo un uomo                 |
| 2006 | Nessuna via d'uscita                      | 13          | Solo un uomo                 |
| 2006 | Dentro alla scatola (con i Finley)        | 12          | Solo un uomo                 |
| 2006 | Segui la stella                           | 37          | Solo un uomo                 |
| 2006 | Purple Weed                               | —           | Solo un uomo                 |
| 2007 | Generazione X                             | 16          | Generazione X                |
| 2009 | Non sono una rockstar                     | —           | Animale in gabbia            |
| 2010 | MP3                                       | —           | Animale in gabbia            |
| 2012 | Finte verità (con Steve Forest)           | —           | —                            |
| 2012 | Fight Rap                                 | —           | Cose dell'altro mondo        |
| 2012 | Senza cuore                               | —           | Cose dell'altro mondo        |
| 2013 | Troppo lontano                            | —           | Cose dell'altro mondo        |
| 2013 | Sempre in serata                          | —           | Cose dell'altro mondo        |
| 2014 | A denti stretti                           | —           | Nella bocca della tigre      |
| 2014 | Un bacio? (Troppo poco)                   | —           | Nella bocca della tigre      |
| 2014 | Solo parole                               | —           | Nella bocca della tigre      |
| 2015 | Mentre scrivo (feat. Lucio Dalla)         | —           | Bella Lucio!                 |
| 2015 | Gotham                                    | —           | /                            |
| 2016 | Un altro giorno                           | —           | La freschezza del Marcio     |
| 2016 | La freschezza del Marcio                  | —           | La freschezza del Marcio     |
| 2016 | Me & My Bitch (feat. Fidia Costantino)    | —           | La freschezza del Marcio     |
| 2016 | Lost in the World (feat. Mr. P. Simmonds) | —           | La freschezza del Marcio     |
| 2018 | DDR (Dio del rap)                         | —           | Uomo!                        |
| 2018 | Vida loca                                 | —           | Uomo!                        |
| 2019 | Leggenda urbana                           | —           | Uomo!                        |
| 2019 | Angeli e demoni (feat. Mina)              | —           | Uomo!                        |
| 2019 | Oh God                                    | —           | /                            |
| 2020 | Adderall                                  | —           | /                            |
| 2021 | Sigarette                                 | —           | My Beautiful Bloody Break Up |
| 2022 | Fiori e fango (feat. Arisa)               | —           | Magico                       |
| 2024 | Città del Fumo PT2 (feat. Vale Pain)      | —           |                              |

## Videografia

### Video musicali
| Anno | Titolo                                    | Regista/i                                |
| ---- | ----------------------------------------- | ---------------------------------------- |
| 2006 | Dentro alla scatola                       | Laura Chiossone                          |
| 2006 | Nessuna via d'uscita                      | Laura Chiossone                          |
| 2006 | Dentro alla scatola (con i Finley)        | Jacopo Tartarone                         |
| 2006 | Segui la stella                           | Riccardo Struchil                        |
| 2006 | L.A. Strippers                            |                                          |
| 2007 | Generazione X                             | Riccardo Struchil                        |
| 2008 | Tutto può cambiare (feat. Pier Cortese)   | Jacopo Tartarone                         |
| 2009 | Sopra di noi                              | Accettulli & Piccardo                    |
| 2009 | In cosa credi                             | Max Torragni                             |
| 2009 | Non sono una rockstar                     | Luca Tartaglia                           |
| 2010 | MP3                                       |                                          |
| 2010 | Zeropuntootto                             | Lorenzo Bassano                          |
| 2010 | Tutto torna                               |                                          |
| 2010 | A spasso nel cimitero                     |                                          |
| 2010 | Tutto a posto                             |                                          |
| 2011 | Come un italiano                          |                                          |
| 2011 | Nessuno ti ama                            | Aldo Ravegnani                           |
| 2011 | Puoi fare di meglio                       | Matteo "Colomovie" Colombo               |
| 2011 | Continua domani                           | Giuseppe Bruno                           |
| 2012 | Non dimenticare                           | Matteo "Colomovie" Colombo               |
| 2012 | Fight Rap                                 | Matteo "Colomovie" Colombo               |
| 2012 | Senza Cuore (la ballata di Johnny)        | Alberto Salvucci                         |
| 2012 | Cose dell'altro mondo                     | Maurizio Ghiotti                         |
| 2012 | Quando tutto cade (feat. Killacat)        | Maurizio Ghiotti                         |
| 2013 | Troppo lontano                            | Alberto Salvucci                         |
| 2013 | Bang!                                     | Maurizio Ghiotti                         |
| 2013 | Sempre in serata                          | Matteo "Colomovie" Colombo               |
| 2013 | I miei motivi (feat. Bassi Maestro)       | Matteo Stefan, Mattia Guolo              |
| 2014 | Nella bocca della tigre                   | Pepsy Romanoff                           |
| 2014 | A denti stretti                           | Stefano Lodovichi                        |
| 2014 | Eli-Mina-Zione                            | Priscilla Santinelli, Alessandra Cabassi |
| 2014 | Un bacio? (troppo poco)                   | Mauro Russo                              |
| 2014 | Solo parole                               | Fernando Luceri, Gianni De Blasi         |
| 2016 | Un altro giorno                           | Enea Colombi                             |
| 2016 | La freschezza del Marcio                  | Roberto Tafuro                           |
| 2016 | Scoppia la bomba                          | Edoardo Di Mauro                         |
| 2016 | Lost in the World (feat. Mr. P. Simmonds) | Roberto Tafuro                           |
| 2016 | Niente favori                             | Alessandro Murdaca                       |
| 2016 | Questo cuore, queste stelle               | Trilathera                               |
| 2018 | DDR                                       | Luca Tartaglia                           |
| 2018 | Vida loca                                 | G-Video                                  |
| 2019 | Leggenda urbana                           | Trilathera                               |
| 2019 | Angeli e demoni (feat. Mina)              | Trilathera                               |
| 2022 | Fiori e fango (feat. Arisa)               | Nikolaj Corradinov                       |
| 2022 | The Warm Up                               | Nikolaj Corradinov                       |

## Inediti
- 2008 – Conigli Freestyle
- 2008 – Cannon Freestyle
- 2011 – Un altro punk in città
- 2011 – Cristiano cosa fai
- 2012 – Sub zero
- 2012 – Cala il silenzio
- 2012 – Gian Marco
- 2012 – Puoi fare di meglio Remix (feat. Beng, Choppa Zoe & Ray Sites)
- 2012 – Natale no
- 2013 – Started from the Bottom (Solo bombe)
- 2013 – Solo con una
- 2017 – Burn Your House Down

## Collaborazioni
- 2004 – Bassi Maestro feat. Mondo Marcio - Voglio morire in piedi (da Esuberanza)
- 2004 – Bassi Maestro feat. Mondo Marcio - Beiootchh!!! (da Seven: The Street Prequel)
- 2004 – Bassi Maestro feat. Mondo Marcio - Parli di (da Seven: The Street Prequel)
- 2004 – Bassi Maestro feat. Mondo Marcio e Jack the Smoker - 2 di notte (da Seven: The Street Prequel)
- 2004 – Bassi Maestro feat. Mondo Marcio e Club Dogo - Dangerous (da L'ultimo testimone)
- 2004 – Bassi Maestro feat. Mondo Marcio - Sono io (da L'ultimo testimone)
- 2004 – Bassi Maestro feat. Mondo Marcio e CDB - Yeah (da L'ultimo testimone)
- 2004 – Asher Kuno feat. Mondo Marcio, Snake, Vacca, Bat e Gomez - Barre pt. 3 (da The Fottamaker)
- 2004 – Bat One feat. Mondo Marcio - Ogni giorno (da Riprendiamoci tutto)
- 2004 – 21 Grammi feat. Mondo Marcio - Non puoi andarci contro
- 2004 – Ape feat. Mondo Marcio - Resta giù
- 2004 – Bassi Maestro feat. Mondo Marcio, Nesli - Inedito
- 2005 – Mistaman feat. Mondo Marcio - Slow Mo (intro) (da Parole)
- 2005 – Big Fish feat. Mondo Marcio, Esa e Medda - Brucia da pazzi (da Robe grosse)
- 2005 – Big Fish feat. Mondo Marcio e Esa - Entra nel club (da Robe grosse)
- 2006 – Tormento feat. Mondo Marcio - The Most Wanted Pt. II (da Il mio diario)
- 2006 – Rubo feat. Mondo Marcio - 7 su 7
- 2006 – Supa feat. Mondo Marcio - Yo
- 2006 – DJ Fede feat. Mondo Marcio - Get High (da Rock the Beatz)
- 2006 – DJ Fede feat. Mondo Marcio e Boosta - Get High parte 2 (da Rock the Beatz)
- 2006 – Ekr feat. Mondo Marcio - Troppo tardi
- 2006 – Inoki feat. Jack the Smoker, Mondo Marcio - È un gran viaggio RMX
- 2007 – Tormento feat. Mondo Marcio - Most Wanted Pt. 2 (da Il mio diario, giorno)
- 2008 – Bandit feat. Mondo Marcio - Paura (da Dr Letscht wos git)
- 2008 – Bandit feat. Mondo Marcio - Don't Stop (da Dr Letscht wos git)
- 2009 – Two Fingerz feat. Mondo Marcio - Deluso (da Il disco finto)
- 2011 – Bassi Maestro feat. Mondo Marcio - Runaway (da Tutti a casa)
- 2011 – Bassi Maestro feat. Mondo Marcio, Beng, Micro - Non lo fermi questo show (da Tutti a casa)
- 2011 – SODY feat. Mondo Marcio - Non ti serve nessun altro
- 2012 – DJ Fabio B - Brutta idea (da The EP)
- 2012 – Michelle Lily - Intro (daTransparent)
- 2012 – Sharky MC feat. Mondo Marcio - Cos'hai da dire (da Un sogno di parole)
- 2013 – Fritz da Cat feat. Mondo Marcio - In questo gioco (da Fritz)
- 2013 – Vacca feat. Mondo Marcio - L'ultima volta (da Pazienza)
- 2013 – Bassi Maestro feat. Mondo Marcio - Djanko Muzik (da Guarda in cielo)
- 2013 – Oxi feat. Mondo Marcio - Stato di emergenza (da Crisi d'identità)
- 2014 – Salmo, Jack the Smoker, Coez, Mondo Marcio - Non esco mai (da Machete Mixtape III)
- 2014 – Jamil feat. Mondo Marcio - Courtney Love (da Il Nirvana)
- 2015 – A&R feat. Mondo Marcio, Killacat - Alla fine della notte (da Solo bombe)
- 2015 – A&R feat. Mondo Marcio, Lapo Raggiro - Astronave (da Solo bombe)
- 2015 – Lapo Raggiro feat. Nico Flash e Mondo Marcio - Vaniglia
- 2015 – Jesto feat. Mondo Marcio - Threesome (da Supershallo 3)
- 2015 – Gemitaiz feat. Bassi Maestro, Mondo Marcio - Dancing with the Devil (da QVC6)
- 2016 – Thekeenone feat. Marcello - Loud (da Loud EP)
- 2017 – Gia feat. Mondo Marcio - Cenere
- 2019 – Goffi feat. Mondo Marcio - Dope (da One Chance)
- 2023 – Blue Virus feat. Mondo Marcio - Jump Scare (da Il dialogo sta nei dettagli)

## Produzioni
- 2003: Mondo Marcio - Difesa personale
  - Intro + Nascita di un Marcio
  - Orfano
  - 11º comandamento
  - Città del fumo
  - H o 2 H
  - 4 minuti
  - La serata benedetta
  - Morendo
  - Passo dopo passo
  - Marcio
  - Perché mi faccio!!
  - Guardati intorno (ft. JP)
  - Tutto quello che sono
  - Puro amore
  - Mi dispiace (ft. JP)
- 2004: Bassi Maestro - Esuberanza
  - Voglio morire in piedi ft. Mondo Marcio
- 2004: Mondo Marcio - Mondo Marcio
  - M.A.R.C.I.O.
  - L'altro mondo
  - Brucia Marcio brucia (ft. Bassi Maestro)
  - Qualcosa è rimasto
  - Non so volare
  - Questi fantasmi
  - Tieni duro!
  - Dentro a un sogno
  - Regina di cuori
  - Il paradiso perduto
  - Il primo
  - L'arte della guerra
  - Non sento niente
  - Giorni matti pt. 2 (ft. Ape & Zampa)
  - 01-08-1997
  - Guarda in alto
- 2004: Mondo Marcio - Fuori di qua
  - Intro
  - Il giuramento (ft. DJ Minga)
  - Non lasciarmi
  - Showtime
  - Skit 1
  - Sei troppo cheap (ft. Bassi Maestro)
  - Skit 2
  - Fuori di qua
  - Jack (ft. Jack the Smoker)
  - Skit 3
  - Le strade (ft. Jack the Smoker)
  - Make Money Money
  - Mondo Marcio Gue Pequeno (ft. Gué Pequeno)
  - Sweet Pussy
  - Qual è il tuo nome
  - Messaggio promozionale
  - Quello che so (ft. Cush)
  - Non puoi spegnerlo
  - Abbi fede (ft. Fabri Fibra)
  - Ti buco l'anima
  - Starlight (ft. Gomez and JP)
  - All The Way To Chilltown
- 2006: Mondo Marcio - Solo un uomo
  - Intro
  - Il mio mondo
  - Dentro alla scatola
  - Segui la stella
  - Toc-toc
  - Solo un uomo
  - Come si fa
  - Purple weed
  - Nessuna via d'uscita
  - Nel bene e nel male
  - Skit
  - The most wanted (ft. Tormento)
  - Il solo rimasto
  - Come prima
  - Skit
  - Ancora qua (ft. Irene Lamedica)
  - Fallo ancora (Bonus track)
  - Pazzo (Bonus track)
- 2006: Mondo Marcio - Nessuna via d'uscita mixtape
  - Intro
  - Ultima corsa
  - Lo devi amare
  - Le strade guardano (ft. Primo)
  - Non piangere
  - Perché deve andare così?!
  - The one
  - La città
  - L.A. Strippers
  - Breathe Easy (ft. Lou Reigns e Spoon)
  - Nero o bianco
  - Non moriremo mai
  - Jemal's War (ft. Jemal)
  - I marci mi cercano
  - Skit
  - Una nel mondo
  - Il motivo
  - Sono un sognatore
  - Skit
  - Candy
  - If I die 2nite
- 2007: Tormento - Il Mio Diario, Giorno
  - The Most Wanted pt.II ft. Mondo Marcio
- 2007: Mondo Marcio - Generazione X
  - All'aeroporto
  - Generazione X
  - A modo mio
  - Ladro di bambini (feat. Caparezza)
  - La mia metà
  - Notorietà
  - Parla per te
  - Farai come dico
  - Gentili passeggeri
  - Ultimo spettacolo
  - Bye bye
  - Sembra un fenomeno
  - Alza le mani
  - Ti starò affianco
  - Ogni città
  - La gente sola
  - Non dimenticarti di me
  - Non ti ho mai detto
  - Donne moderne
  - Che senso ha
- 2008: Mondo Marcio - In cosa credi
  - Intro/Sempre lo stesso
  - In cosa credi
  - Tutto può cambiare ft. Pier Cortese
  - Come sei cresciuto
  - Tagliarmi le vene ft. Nesli
  - Un po' più in alto
  - Bum Bum Bum ft. Cor Veleno
  - Sopra di noi
  - Una storia da raccontare ft. Jack the Smoker
  - Non ho tempo per questo
  - Perdendo il controllo
  - Lavoro ft. Jack the Smoker
  - Che ti piaccia o no ft. Ensi
  - Xxstasi
  - Outro
- 2009: Mondo Marcio - Animale in gabbia sta arrivando
  - Tieni il resto
  - Lasciami un messaggio
  - Passaparola
  - Non fa per me
  - Brutto carattere
- 2010: Mondo Marcio - Animale in gabbia
  - Come sono fatto
  - Tutto a posto
  - Non sono una rockstar
  - Un altro mondo marcio
  - A spasso nel cimitero
  - Mp3
  - Messaggi in segreteria(skit)
  - Voglio scrivere un tormentone
  - Mai nessuno
  - Animale in gabbia
  - Se fossi presidente
  - Così tanto alcol ft. Michelle Lily
  - Tutto torna
  - Sto bruciando vivo
- 2010: Mondo Marcio - Maschera a gas
  - Rap Phenomenon
  - Ho perso la testa
  - Io e il mio fumo
  - Di ghiaccio
  - Maschera a gas
- 2011: Mondo Marcio - Il fumo uccide
  - Intro
  - Il fumo uccide
  - kush
  - Chi mi ha detto di no
  - Vero hardcore
  - Mostro
  - Nascondi tutto
  - Euro
  - Cane matto
  - Non è un paese per giovani
  - Corsia di sorpasso
  - Creperai
- 2011: Mondo Marcio - Musica da serial killer
  - Intro
  - Dexter
  - Dimmi di cosa hai paura feat. (Michelle Lilly)
  - Come un italiano
  - Conto alla rovescia
  - Il grande sogno
  - Cosa hai di nuovo (feat. Ensi e Palla)
  - Quanta carne (feat. Michelle Lilly)
  - Cattiva influenza
  - Dai non è il caso (feat. Primo)
  - Nessuno ti ama
  - Le ragazze
  - Easy (feat. Nesli e Danti)